# 가나자와 조
가나자와 조(일본어: 金沢 浄, 1976년 7월 9일 ~ )는 일본의 전 축구 선수이다.

## 구단 경력
과거 주빌로 이와타, FC 도쿄, 더스파구사쓰 군마에서 활동하였다.